# Giovanni Battista Guzzetti
Giovanni Battista Guzzetti (Turate, 20 novembre 1912 – Milano, 26 giugno 1996) è stato un presbitero e teologo italiano.

## Biografia
Dopo aver frequentato il seminario arcivescovile di Milano fino alla prima Teologia, proseguì gli studi presso la Pontificia Università Gregoriana risiedendo al Pontificio seminario lombardo.
II 5 aprile 1936 fu ordinato sacerdote e nel gennaio 1937 si laureò in Teologia con la tesi La perdita della fede dei cattolici, sotto la direzione del teologo gesuita Enrico Lennerz.
Dal 1938 al 1947 insegnò filosofia nel seminario liceale di Venegono Inferiore, dal 1948 al 1986 insegnò teologia morale. Dal 1939 al 1986 insegnò teologia morale prima nel biennio per la laurea alla Facoltà teologica milanese, poi nei corsi di specializzazione della Facoltà teologica dell'Italia settentrionale.
Dal gennaio 1948 al dicembre 1965 diresse La scuola cattolica, rivista del seminario. Nel 1950, con Mario Romani fondò e diresse la rivista Realtà sociale d'oggi, le cui pubblicazioni durarono solo cinque anni (1950-1954); nel 1953 diede vita alla collana di contributi di scienze religiose Scrinium theologicum; nel biennio 1960-1961 diresse la rivista Diocesi di Milano e nel 1961 fondò la rivista Studi sociali con Tullo Goffi e Pietro Pavan.
Nel 1951, sotto il patrocinio dell'Istituto Giuseppe Toniolo, fondò la Scuola di studi sociali per il clero e la diresse fino al 1969; il 30 novembre 1961 diede vita all'Istituto superiore di scienze religiose che diresse fino al 1991.
Dal 1953 al 1977 insegnò la dottrina sociale della Chiesa all'Università Cattolica del Sacro Cuore.
Fu responsabile dell'ufficio per la famiglia (1970-1987) della curia milanese.

## Opere principali
- La perdita della fede nei cattolici, Venegono Inf., 1940;
- Elementa philosophiae, voll. 7, La Scuola Cattolica, Venegono Inf., 1943-1945;
- Introduzione al marxismo, Istituto Sociale Ambrosiano, Milano, 1948;
- La morale cattolica, voll. 5, Marietti, Torino, 1955-1958;
- Trattato di teologia dogmatica, voll. 4, Marietti, Torino, 1959;
- Chiesa, comunismo e socialismo, Milano, 1961;
- L'Enciclica Humanae vitae, Milano, 1968;
- Matrimonio famiglia e verginità, Marietti, Torino, 1970;
- Chiesa ed economia. Disegno storico, Marietti, Torino, 1972;
- Chiesa ed economia. Disegno teoretico, Marietti, Torino, 1973;
- L'impresa moderna, Marietti, Torino, 1973;
- Chiesa e politica. Disegno storico, Marietti, Torino, 1975;
- Chiesa e politica. Disegno teoretico, Marietti, Torino, 1976;
- Movimento cattolico italiano, Dehoniane, Napoli, 1980;
- Morale individuale, NED, Milano, 1982;
- Guerra e pace, ElleDiCi, Leumann (TO) 1984;
- Cristianesimo culto e liturgia, Ancora, Milano, 1988;
- Ecologia popolazione e morale, ElleDiCi, Leumann (TO) 1988;
- Morale generale, ElleDiCi, Leumann (TO) 1990;
- L'insegnamento sociale della Chiesa, ElleDiCi, Leumann (TO) 1991;
- La condizione della donna: storia e principi, Massimo, Milano, 1991;
- Cristianesimo ed economia. (Disegno teoretico), Massimo, Milano, 1992;
- Inchiesta sull'occulto e il paranormale, Piemme, Casale Monferrato, 1993;